# 磨笋螺
磨笋螺（学名：Hastula albula），是新腹足目笋螺科花笋螺属的一种。主要分布于马来西亚、印度尼西亚、台湾，常栖息在沙質浅海海底。